# Sanad, Čoka
Sanad (izvirno srbsko Санад; madžarsko Szanád) je naselje v Srbiji, ki upravno spada pod Občino Čoka; slednja pa je del Severnobanatskega upravnega okraja.

## Demografija
V naselju živi 1039 polnoletnih prebivalcev, pri čemer je njihova povprečna starost 41,2 let (38,8 pri moških in 43,7 pri ženskah). Naselje ima 467 gospodinjstev, pri čemer je povprečno število članov na gospodinjstvo 2,81.
To naselje je, glede na rezultate popisa iz leta 2002, v glavnem srbsko, a v času zadnjih treh popisov je opazno zmanjšanje števila prebivalcev.
|  |

| Demografija | Demografija     | Demografija     |
| Leto        | Št. prebivalcev | Št. prebivalcev |
| ----------- | --------------- | --------------- |
|             |                 |                 |
|             |                 |                 |
|             |                 |                 |
|             |                 |                 |
| 1948        | 1989            |                 |
| 1953        | 1917            |                 |
| 1961        | 1892            |                 |
| 1971        | 1770            |                 |
| 1981        | 1584            |                 |
| 1991        | 1384            | 1367            |
| 2002        | 1327            | 1314            |
|             |                 |                 |

| Etnična sestava po popisu iz leta 2002 | Etnična sestava po popisu iz leta 2002 | Etnična sestava po popisu iz leta 2002 | Etnična sestava po popisu iz leta 2002 | Etnična sestava po popisu iz leta 2002 |
| -------------------------------------- | -------------------------------------- | -------------------------------------- | -------------------------------------- | -------------------------------------- |
| Srbi                                   | Srbi                                   |                                        | 1.011                                  | 76,94%                                 |
| Madžari                                | Madžari                                |                                        | 157                                    | 11,94%                                 |
| Romi                                   | Romi                                   |                                        | 62                                     | 4,71%                                  |
| Romuni                                 | Romuni                                 |                                        | 16                                     | 1,21%                                  |
| Jugoslovani                            | Jugoslovani                            |                                        | 10                                     | 0,76%                                  |
| Hrvati                                 | Hrvati                                 |                                        | 9                                      | 0,68%                                  |
| Črnogorci                              | Črnogorci                              |                                        | 8                                      | 0,60%                                  |
| Slovaki                                | Slovaki                                |                                        | 2                                      | 0,15%                                  |
| Muslimani                              | Muslimani                              |                                        | 2                                      | 0,15%                                  |
| Ukrajinci                              | Ukrajinci                              |                                        | 1                                      | 0,07%                                  |
| Slovenci                               | Slovenci                               |                                        | 1                                      | 0,07%                                  |
| Rusini                                 | Rusini                                 |                                        | 1                                      | 0,07%                                  |
| Nemci                                  | Nemci                                  |                                        | 1                                      | 0,07%                                  |
| Makedonci                              | Makedonci                              |                                        | 1                                      | 0,07%                                  |
| Neznano                                | Neznano                                |                                        | 3                                      | 0,22%                                  |